# Деринкую
Деринкую́ (тур. Derinkuyu — «глубокий колодец»), ранее Малакопи́(я) (греч. Μαλακοπαία) — город и район в провинции Невшехир, в Центральной Анатолии (Турция). Район Деринкую на севере граничит с центральным районом ила Невшехир, на северо-востоке — с районом Ургюп, на северо-западе — с районом Аджыгёл, на юге — с провинцией Нигде. По переписи 2010 года, население района составляет
22.114 человек, из которых 10.679 проживают в городе Деринкую. Район занимает площадь в 445 км², средняя высота составляет 1300 м (гора Эрташ — 1988 м).

## История
Город Деринкую находится в историческом регионе Каппадокия (греч. Καππαδοκία — «Страна прекрасных лошадей»), чья история охватывает весьма длительный период. Наряду с другими малоазиатскими районами Каппадокия входит в число мест обнаружения древнейших памятников человеческой цивилизации. Примерно к XVIII веку до н. э. относится заселение этой территории хеттами. В последующие века земля Каппадокии переходила от мидийцев к армян  к персам и македонянам. В I веке н. э. Каппадокия стала провинцией Римской империи, именно в этот момент здесь началось распространение христианства; позднее эти земли перешли к Византии. Начиная с XI века началось заселение территории сельджуками, затем османами, а с 1923 года Каппадокия официально является частью Турецкой республики.
В византийские времена город стал называться Малакопи́я. В ходе арабо-византийских войн он неоднократно подвергался нападениям. Так, в 806 году арабы вторглись в Каппадокию и разрушили немало крепостей в районе Малакопии. Ввиду численного превосходства противника императору Никифору I пришлось заключить с ним мирный договор. Уже в 863 году набеги арабов возобновились, но на этот раз византийская армия наголову разбила противника.
В начале XX века Малакопия относилась к Иконийской митрополии. В 1923 году, в результате насильственного обмена населением между Турцией и Грецией здешнее греческое население было вынуждено покинуть эти места. Вскоре они основали поселение Новая Малакопи рядом с городом Фессалоники.

## Достопримечательности

### Подземный город

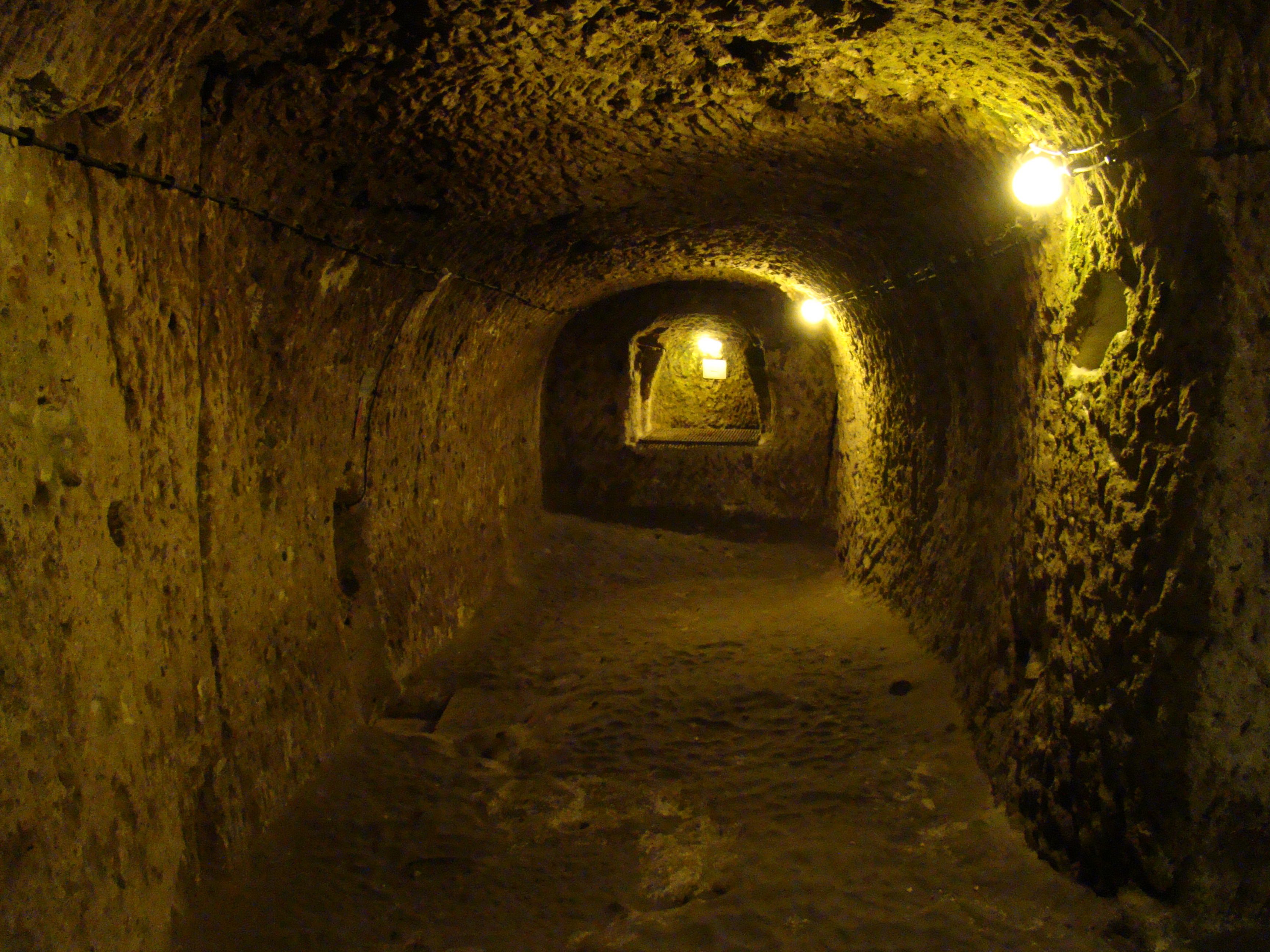
Подземный город Деринкую

Каппадокия славится своими пещерными поселениями, среди которых есть полноценные подземные города. Греческий историк Ксенофонт описывал подобные сооружения ещё в V веке до н. э. Сейчас обнаружено шесть таких городов, которые привлекают большое количество туристов.
Подземный город Деринкую — это крупнейшее доступное для посещения пещерное поселение Каппадокии. Вырубленный из мягкого вулканического туфа, город был построен в II—I тысячелетии до н. э, обнаружен в 1963 году и спустя два года открыт для туристов. Здесь на протяжении веков люди укрывались от набегов кочевников, религиозных преследований и прочих опасностей. Достигая глубины около 60 м (8 ярусов), в древние времена город мог приютить до 20 тысяч человек вместе с продовольствием и домашним скотом. Площадь комплекса точно не установлена: она составляет 1,5—2,5 км² либо 4 × 4 км. Учёные полагают, что ныне исследовано лишь 10—15% от всей территории города.

### Церковь Святых Феодоров

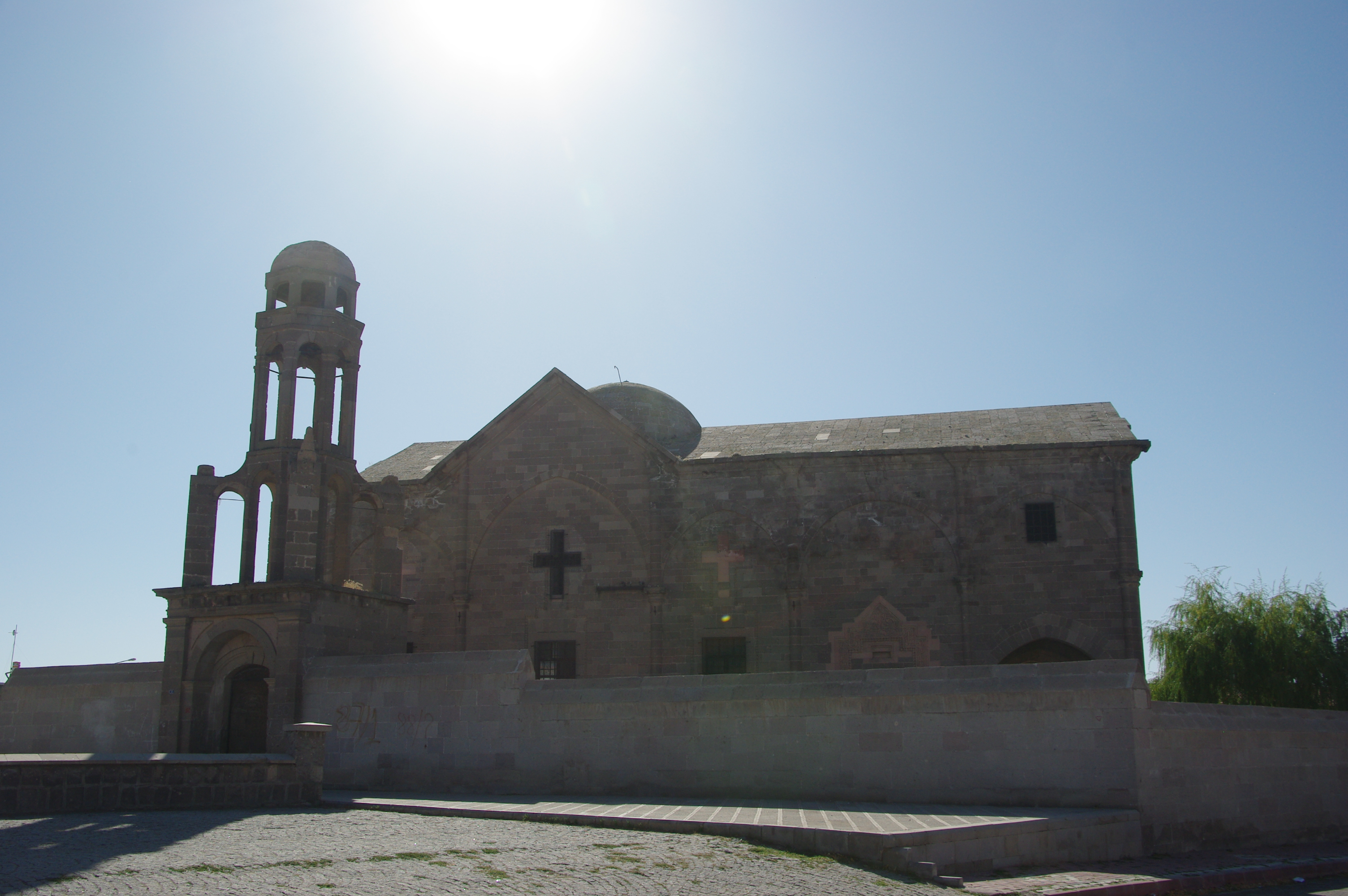
Церковь Святых Феодоров

Эта церковь находится недалеко от входа в местное подземелье. Храм построен в 970 году по приказу византийского императора Иоанна I Цимисхия и освящён в честь христианских святых Феодоров Стратилата и Тирона. Когда в XI веке Каппадокию захватили и опустошили мусульмане-сельджуки, церковь, по-видимому, была разграблена. Храм был открыт лишь 15 мая 1858 года с разрешения османского султана Абдул-Меджида I по просьбе христиан Малакопии. В 1861 году здание было перестроено. После «обмена населением» в 1923 году и выездом из города всех православных церковь была закрыта и стала использоваться под разные бытовые нужды, сейчас она закрыта и внутри пустует. Однако дважды в год — на Рождество и на Пасху здесь разрешают проводить богослужения. Первая со времён закрытия церкви божественная литургия прошла здесь в 2010 году, её возглавил патриарх Варфоломей.
Фасад церкви украшен рельефами, в том числе изображениями креста и святого Георгия, на западном фасаде висит пояснительная табличка. Очень хорошо сохранилась стоящая рядом колокольня.